# Traction (musculation)
Pour les articles homonymes, voir Traction.
La traction est un exercice physique consistant à hisser ses épaules au niveau d'une barre en la tenant par les mains. Les tractions ont pour objectif principal le développement des muscles du dos et des bras. C'est un exercice polyarticulaire de musculation, élémentaire et très populaire, car simple et efficace. Il existe une variante consistant à faire l'exercice horizontalement.

## Muscles sollicités
Les tractions peuvent se réaliser de plusieurs manières et font alors intervenir les muscles différemment. Dans tous les cas, elles sollicitent principalement les muscles du dos et des bras. Elles font également intervenir les muscles des épaules et de la ceinture abdominale.
Lors des tractions à la barre fixe réalisées avec les mains très écartées en pronation (paumes vers l'avant), les muscles du dos sont les plus sollicités, et notamment la portion inférieure du trapèze, le rhomboïde, le grand dorsal et le grand rond. Sont également sollicités le biceps brachial, le brachial, et le brachio-radial.
Lors des tractions à la barre fixe réalisées avec les mains en supination (paumes vers soi) écartées d'une largeur d'épaule, les muscles les plus sollicités sont au niveau du dos le grand dorsal, le grand rond et au niveau des bras le biceps brachial et le brachial. Sont également sollicités les portions moyenne et inférieure du trapèze, le rhomboïde.

## Exécution du mouvement

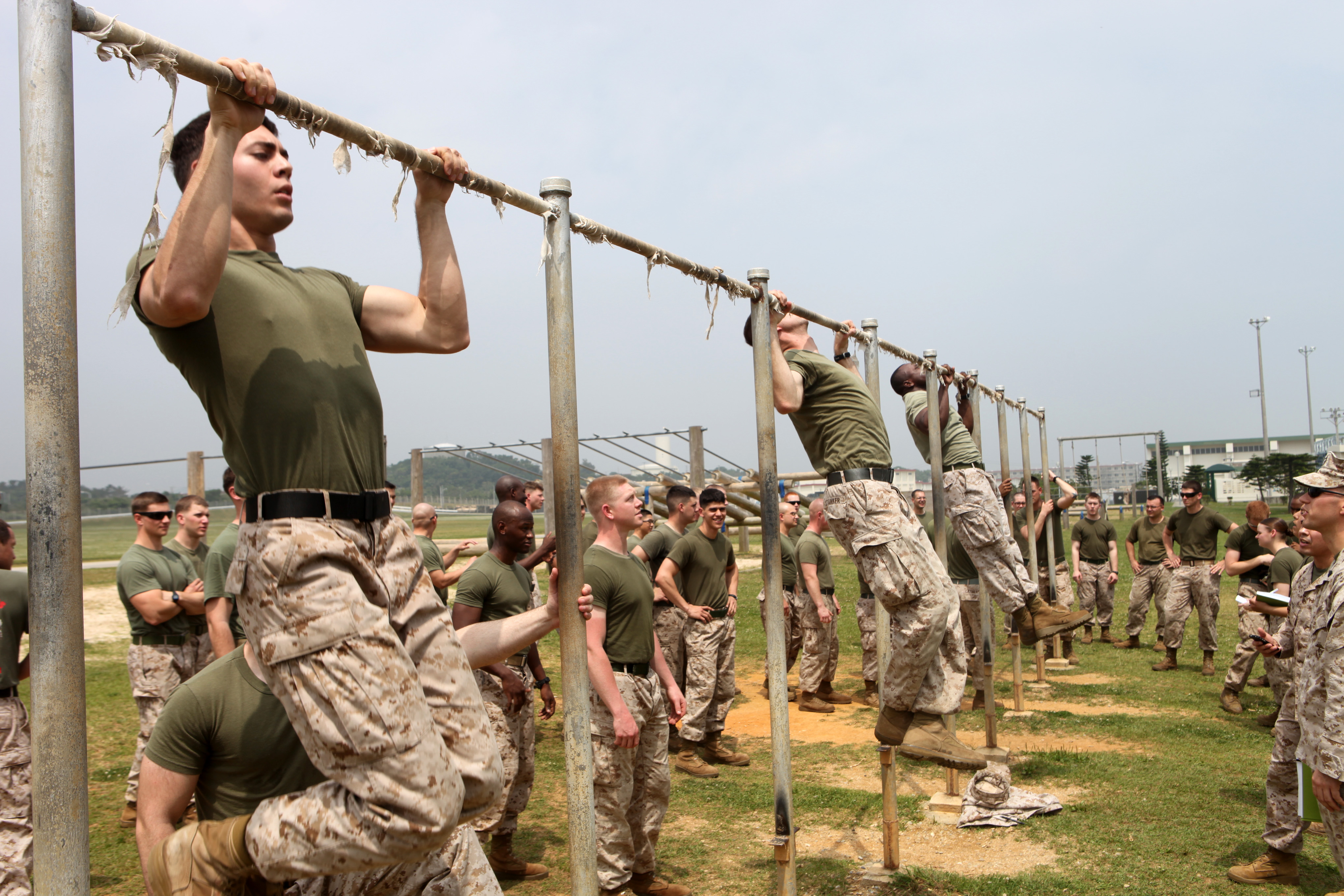
La simplicité et l'utilité directe de ce geste sur le terrain en fait un exercice militaire très répandu.

Le mouvement consiste en une contraction des muscles du dos et des bras visant à ramener le menton au niveau de la barre. Au départ, l'exécutant est suspendu à la barre, mains en pronation ou en supination. De la position initiale des mains dépendra l'écartement de celles-ci sur la barre (environ de la largeur des épaules pour la prise en supination, au moins de la largeur des épaules pour la prise en pronation). L'exécutant exerce une contraction, sans à coups, de manière que le menton soit ramené au niveau de la barre (la barre peut être ramenée au niveau de la nuque pour la prise en pronation). L'inspiration se fait généralement lors de la descente du corps, l'expiration lors de la remontée. Dans cet exercice, plus les mains sont écartées et plus le grand dorsal est isolé au détriment du grand et petit rond mais aussi du biceps brachial. Inversement, une prise serrée favorise le travail du biceps brachial, du grand et du petit rond au détriment du grand dorsal (prise serrée favorisée par la prise en supination).

## Risques
L'exécution de tractions à la barre fixe doit impérativement être effectuée sans à coups (notamment lors de la redescente du corps) et à une vitesse raisonnable de manière à limiter les risques de tendinites (généralement au niveau des épaules et des poignets) et de lésions articulaires et musculaires.

## Records
Les records de tractions ne sont pas reconnus par le Livre Guinness des records mais le sont par le Book of Alternative Records.
Le record du monde de tractions en pronation en 30 minutes est actuellement détenu par Mathieu Servant (Pompier de Paris). Le 20 mai 2017, il a effectué 563 tractions détrônant ainsi Stephen Hyland qui avait réalisé 543 tractions le 5 juillet 2010. Le précédent record était détenu par lui-même avec 540 tractions le 7 février 2010. Le 1er à avoir passé le cap des 500 tractions sur la demi-heure revient à un Français : le capitaine Noël Écochard, sapeur pompier professionnel dans le département du Rhône. En effet celui-ci avait effectué 504 tractions en 30 min le 31 mai 2009, après avoir déjà établi deux autres records du monde en 2007 et 2009.
En 2013, David Goggins établit le Guinness World Record for 24 Hour Pullup, c'est-à-dire le record mondial de tractions sur une durée de 24 heures, il passe 17 heures à réaliser 4 030 tractions avant de se déchirer la paume des mains.

## Variations
| Exemple | Type et description |
| --- | --- |
| A standard pull-up | Standard (Prise en pronation) La traction standard se pratique avec une prise en pronation, paume vers le bas, puis le corps est tracté vers le haut, jusqu'à ce que le menton soit au dessus de la barre, enfin on redescend doucement jusqu'à ce que les bras soient complètement tendus.                                                                                 |
| Un homme effectue une traction en supination, avec les paumes des mains tournées vers lui, les muscles du dos et des bras sont sollicités. | Traction en supination La traction en supination se pratique avec une prise en supination, c'est-à-dire les paumes des mains tournées vers soi. Le corps est tiré vers le haut jusqu'à ce que le menton dépasse la barre, puis on redescend lentement jusqu'à l'extension complète des bras. Ce mouvement sollicite principalement les biceps ainsi que les muscles du dos. |
| Animation of a weighted pull-up | Lestée Un poids est accroché au pratiquant (volontaire), par une ceinture par exemple. |
| Animation of a behind-the-neck pull-up | Traction derrière la nuque Le but est de réaliser la traction en allant toucher la barre avec l'arrière de la nuque (sans se faire mal). Ce mouvement sollicite grandement les articulations des épaules, provoquant régulièrement des blessures chez les pratiquants. Autrefois beaucoup usité, il n'est plus conseillé pour la pratique de la traction.                   |
| Animation of a one arm pull-up | Un bras Une traction à un bras est réalisée en tenant la barre avec une seule main, elle nécessite une force importante. |
| Animation of a muscle-up | Muscle-up Un muscle-up est une variante de la traction dans laquelle, au lieu de s'arrêter pour toucher la barre avec le menton, on continue le mouvement et on tend ses bras pour faire passer le corps au-dessus de la barre. |
| | Prise mixte Une main est placée en pronation paume vers le bas, l'autre est placée en supination paume vers le haut. |